# Керо (посуда)

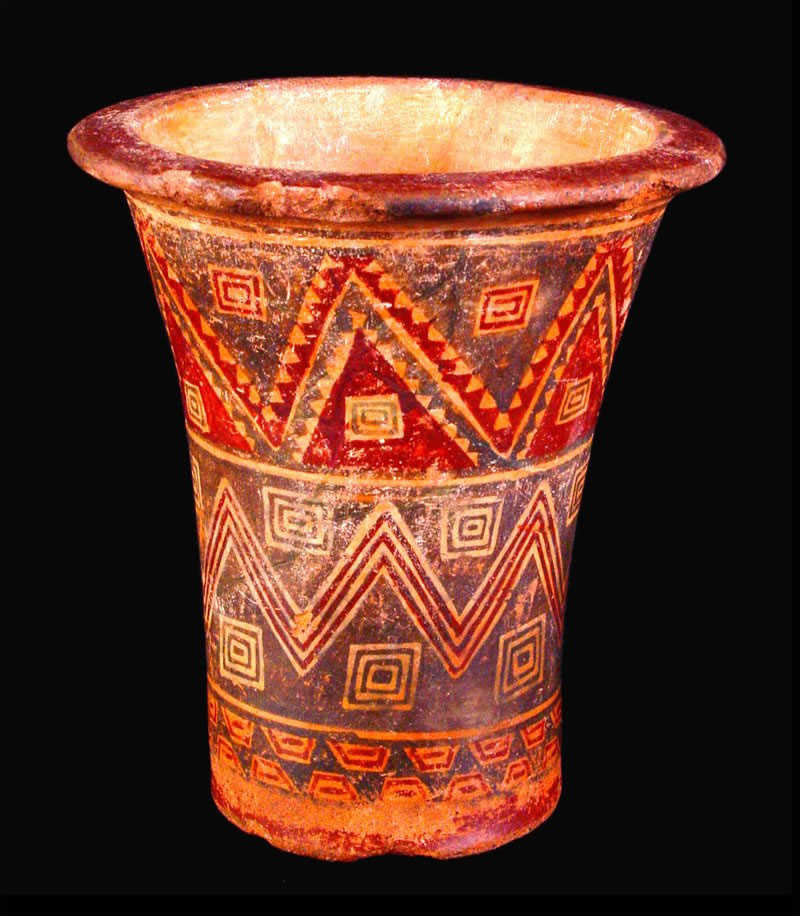
Керо

Кэро (Qiru) — классический андский сосуд, производство которого приобрело наибольший размах во времена государства инков Тауантинсую. Производилась из дерева, серебра или золота, иногда керамики. Часто использовалась в разных церемониях.

## История
Первые керо появились в период между 100 и 600 годами в культуре Пукара. Совершенство приобрело во времена цивилизации Тиуанако, а затем в государствах Колья и Уари. Также существовала в культурах Наска, Моче, Чима. Первые керо появились в Куско вероятно во времена владычества Майты Капака. После покорения их Инкой Пачакутеком технологию изготовления керо переняли инки. Последние значительно усовершенствовали керо. С расширением империи инков изготовление и использование керо распространилось на значительной территории запада Южной Америки (от современного Эквадора до Чили). На севере империи (бывшее государство Киту) керо превратилось в широкое волшебство.

## Описание
Керо — это кубки прямоугольной или конической формы с плавно расходящимися стенками. Дно имело разный размер — большое или достаточно маленькое. Сначала изготовлялись только из дерева, реже глины. Они были невысоки, внутри обрабатывались смолой и киноварью. У деревянных керо часто вырезали лицо богов. Инки положили начало керо из серебра и золота, которые использовали Сапа Инка и его ближайшие родственники, также высшая аристократия государства. Происходит стандартизация керо, появляются кубки с ручками в виде животных, прежде всего ягуара или пумы. Керо для женщин и мужчин имели различия. Во времена расцвета Тауантинсу стали использовать сдвоенные керо.

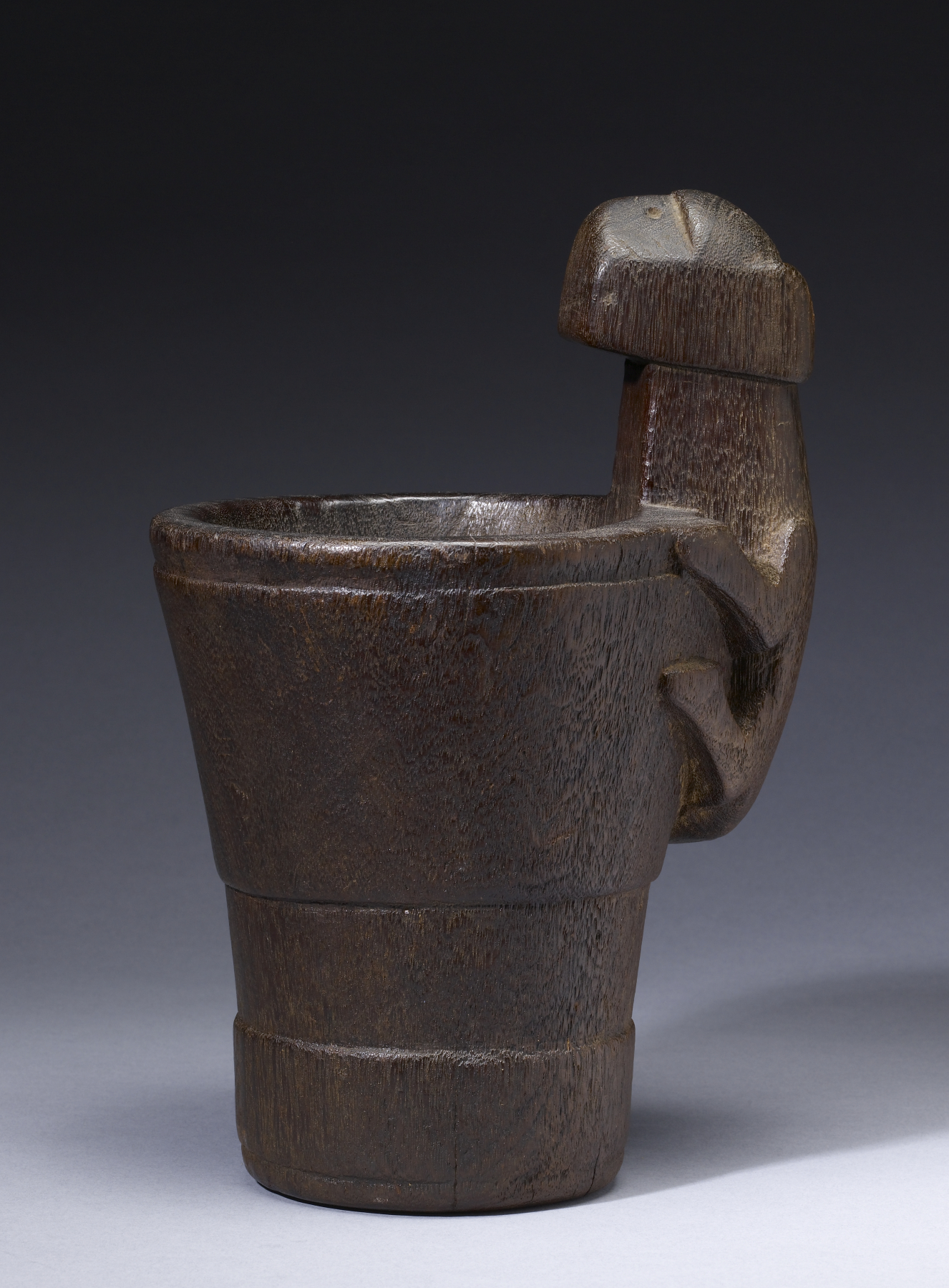
Кэро с рекой в виде ягуара

Эти кубки были раскрашенными или однотонными, обычно чёрного цвета. Разрисовывались геометрическими фигурами разного цвета, обычно наносились звезды, треугольники и квадраты. Фигуры размещались в шахматном порядке. Впоследствии рисунки стали изображать мифические или исторические сюжеты, сцены охотц и рыболовства. Оформлены в светлых, полихромных тонах с применением белого, черного, красного, оранжевого цветов.
Керо из раскрашенного дерева имеет исключительный научный и пиктографический интерес. Ряд учёных указывает на большом значении росписи керо, отмечая, что это — единственные памятники прикладного искусства инков, ценность которых определяется тем, что они сохраняют традиции прошлого, искусно отчеканенные в изображённых на них фигурах. Считается, что на керо в виде рисунков сохранялась история инков. Такие росписи являются частью классической инкской живописи. На это указывает хранение керо в храмах Солнца, кроме того члены общины бережно хранили керо в своих домах.
Керо был ритуальным кубком в разных церемониях, в том числе восхождение на трон Сапа Инки, праздниках Солнца и других богов, сельскохозяйственных праздниках. В керо наливались хмельной напиток чичу — вроде пива из кукурузы.